# Die kleine Passion
Die kleine Passion ist ein Entwicklungsroman von Ernst Wiechert, der 1929 in Berlin erschien. Der Text wurde ins Polnische übersetzt.
Die Titel gebende Passion ist als Leidensweg des jungen Helden Johannes (wie der Evangelist genannt) zu verstehen. Der Roman schließt mit großer Geste. Nach erfolgreichem Abitur will Johannes Karsten weder Dichter noch Bauer (wie der Leser vielleicht hoffen könnte) werden, sondern er wird Jura studieren. Der simple Grund: Recht muss Recht bleiben auf der Welt.

## Handlung
Johannes Zerrgiebel heißt der junge Held  aus einer evangelisch geprägten Gegend Ostdeutschlands eigentlich. Aber die Mutter Gina Zerrgiebel, geborene Karsten, hatte mit dem kleinen Sohn den benachbarten Hof ihres verwitweten Vaters aufgesucht und den Namen Johannes Karsten in die Familienbibel unter ihrem Hochzeitstag eingetragen.
Gina war früher von einem jungen Lehrer  aus dem Nachbardorf sitzengelassen worden. Notgedrungen hatte das Mädchen später dem Gerichtssekretär Albert Zerrgiebel, einem kleinen Beamten, der sich im Dienst „von studiertem Pack“ umgeben sieht, das Jawort gegeben; eine krasse Fehlentscheidung, wie sich im Handlungsverlauf herausstellen soll. Der Witwer bringt seinen Sohn Theodor – ein etwa zehnjähriges Schulkind – mit in die Ehe. Beide Zerrgiebels können wirklich keine einzige gute Charaktereigenschaft vorweisen.
Gina verlässt den Hof des Vaters und bezieht als Frau Zerrgiebel das Haus ihres Gatten. Bei Zerrgiebels riecht es nach Tinte. Vor der ehelichen Pflicht im Schlafzimmer schaudert Gina zurück. Zerrgiebel richtet die zweite Frau ab. Zum ersten Mal in ihrem Leben macht sie mit der Prügelstrafe schmerzliche Bekanntschaft. Nach sechs Monaten Ehe nimmt Gina nach harten Schlägen ins Gesicht Reißaus zu ihrem Vater. Der alte Dietrich Karsten registriert die Spuren der Schläge und spendet Trost. Gina geht zu ihrem gewalttätigen Zerrgiebel zurück, fühlt ihre Schwangerschaft, fragt sich, ob sie ihr Kind hassen oder lieben werde und kommt zu dem Schluss, sie werde es lieben. Gina fragt Theodor nach seiner verstorbenen Mutter aus. Die Antwort des Schuljungen lässt eigentlich nur eine Auslegung zu. Zerrgiebels erste Frau hat sich im Keller an einem Haken erhängt. Noch vor Johannes’ Geburt gibt Gina das erste Mal nicht klein bei. Zerrgiebel droht eine Kraftprobe an: „Es sind noch mehr Haken im Keller!“
Johannes hat das Träumerische von der Mutter. Der Junge ist nicht nach dem Vater geraten; ist weder jähzornig noch starrsinnig. Eine Widersetzlichkeit Ginas folgt der nächsten. Die Frau gibt dem Bauerntaler fordernden Zerrgiebel nichts aus ihrer Privatschatulle und zieht sich mit Johannes in ein eigenes Schlafzimmer zurück. Das versperrt Gina vor Zerrgiebel von innen. Der Ausgesperrte staunt über seine neueste Empfindung. Ihm ist, als fühle er sich Gina und Johannes unterlegen.
In der Dorfschule erträgt Johannes drei Jahre den Hauptlehrer Meinhart Knurrhahn, einen Prügelpädagogen. Johannes muss hundert Mal schreiben: „Ich habe im Unterricht die Schnauze zu halten.“ Und es setzt Rohrstockhiebe auf die ausgestreckte Hand. „Dies ist ein Schlachthaus“, kommentiert Johannes laut. Der Junge hat die Widersetzlichkeit von der Mutter geerbt.
Johannes beschützt seinen Schulkameraden Klaus Wirtulla, einen kleinen Bettnässer. Er will es nicht zulassen, dass der schwächliche Bahnmeistersohn sowohl von Knurrhahn als auch zu Hause geprügelt wird. Johannes setzt das Vorhaben teilweise durch. Klaus kommt bei der Mutter fortan mit Ohrfeigen davon. Johannes freundet sich mit der vierzigjährigen kinderlosen unglücklichen Frau Knurrhahn an. Nicht alle Lehrer lassen die Schüler erzittern. Lehrer Bonekamp zum Beispiel kann sich nicht durchsetzen. Folgerichtig wird er wegen nicht zufriedenstellenden dienstlichen Leistungen in ein entlegenes Grenzdorf versetzt. Zuvor verabschiedet sich er bei Gina. Die Frau küsst ihn auf die Stirn. Bei früheren Begegnungen  hatten die beiden eine Gemeinsamkeit entdeckt: Zurückhaltung als Grundzug ihres Wesens. Auch diese Charaktereigenschaft hat Johannes geerbt. Sogar seine erwachsenen Freunde am und im benachbarten Walde sowie in der dortigen Teichlandschaft wollen wissen, ihr Johannes wird einmal Dichter werden.
Johannes’ Großvater väterlicherseits kommt zu Besuch. Er will länger bleiben und führt sich mit der Unterstellung ein, Frau Knurrhahn habe ein Verhältnis mit Lehrer Boonekamp gehabt. Johannes findet rasch heraus, der Alte passt zu seinem Vater und Stiefbruder. „Wenn sie alle drei an einem Tage sterben möchten“, wünscht er sich.
Unerträglich – auf der Eisenbahnfahrt ins Gymnasium der Kreisstadt muss Johannes werktäglich hin und zurück neben dem Vater sitzen. Zudem ist Theodor Eleve im Postamt selbiger Kleinstadt geworden. Also setzt der Gymnasiast bei der Mutter das Wohnen außer Haus durch und logiert in der ein wenig außerhalb der Stadt gelegenen Gärtnerei Pinnow. Herr Pinnow, ein Baptist, philosophiert gern. Frau Pinnow, die ihren Gast „Johanneschen“ ruft, schwingt das Zepter.
Der Lehrkörper auf dem Gymnasium, das Johannes neun Jahre besucht, zerfällt in Reserveoffiziere und Zivilisten. An die Stelle Knurrhahns ist nun der Herr Oberlehrer Dr. Weishaupt getreten. Johannes und der kleine Klaus Wirtulla besuchen dieselbe Klasse. Dr. Weishaupt züchtigt Johannes mit dem Rohrstock. Der Junge lässt sich nicht unterkriegen. Graf Percy Pfeil, ein Mitschüler, gebietet mit „Das ist ekelhaft“ Einhalt. Den Sohn des Bezirkshauptmannes der Garnison will sich der Prügelpädagoge nicht zum Feind machen. Johannes kann die lädierte Hand vor Frau Pinnow nicht verbergen. Die Frau kennt Weishaupt genau. Sie geht hin und redet mit ihm Fraktur. Johannes wird nach der Unterredung nicht mehr geschlagen.
14-jährig, in der Untersekunda, schreibt Johannes die weitaus besten Aufsätze. Freund Klaus hingegen ist Klassenletzter. Weishaupt bescheinigt dem Jungen „eine lange Leitung“. Johannes prügelt sich mit dem Stiefbruder, als der eine Anspielung auf Bonekamp und Gina macht. Professor Luther, einer von Johannes’ Lehrern aus der Kategorie Zivilisten, gelingt auf Anhieb das Wunder. Er inspiriert den verschlossenen Gymnasiasten zum Reden.
Im Städtchen kursiert Falschgeld. Zu allem Überfluss folgt ein Diebstahl auf den anderen. Die Bürgerwehr kann keinen Dieb ausfindig machen. Johannes stößt zufällig auf den Dieb Theodor und sein Hamsterlager. Der Amtsrichter Ziegenspeck ist hocherfreut, als Johannes den Stiefbruder anzeigt. Vergeblich schiebt Theodor die Schuld auf Professor Luther. Glücklicherweise lassen Polizei und Richter den Verdacht auf Johannes’ Mittäterschaft fallen. Er darf gehen. Theodor gibt seinen Vater Albert Zerrgiebel als den gesuchten Falschmünzer an. Der Großvater Zerrgiebel wird nach der erfolgreichen polizeilichen Hausdurchsuchung als dritter in der Familie verhaftet. Der alte Herr war beim Falschgelddruck daheim im Keller mit von der Partie gewesen. Beide Herren kommen für jeweils drei Jahre ins Zuchthaus. Theodor muss für zwei Jahre ins Gefängnis. Dem Gerichtssekretär Albert Zerrgiebel gelingt es, bereits aus dem Untersuchungsgefängnis heraus, eine stolze Reihe von Honoratioren der Kleinstadt anzuschreiben, die er in drei Jahren bloßstellen will. Der Erpresser hat als Sekretär jahrelang Material über ehebrechende Damen und andere nicht verfolgte Straftäter gesammelt. Auch Oberlehrer Dr. Weishaupt muss als Briefempfänger drei Jahre zittern.
Als Johannes den Dr. Moldehnke einer nicht gut aussehenden Schnittwunde wegen aufsucht, befindet sich der Arzt außer Haus. Lisa Moldehnke, die Gattin des Arztes, nimmt den fast 17-jährigen Jungen beiseite und gesteht ihm ihre prekäre Lage als Ehebrecherin. Johannes lässt sich überreden und sucht den Vater im Zuchthaus auf. Natürlich wird der blauäugige Besucher von seinem weggesperrten Vater ausgelacht.
Gina hat das leere Haus verlassen und ist auf den Karstenhof zurückgekehrt. Sie rät dem Sohn zu einem Wechsel des Gymnasiums. Johannes lässt sich nicht darauf ein. Weishaupt jagt seinen Schüler als Sohn eines Falschmünzers aus der Klasse. Graf Percy Pfeil solidarisiert sich mit Johannes. Beide verlassen gemeinsam das Klassenzimmer. Professor Luther und der Großvater Dietrich Karsten setzen sich für Johannes ein. Der Schüler darf das Gymnasium weiter besuchen. Johannes und seine Mutter dürfen den Namen Zerrgiebel ablegen und den Namen Karsten annehmen. Johannes verliebt sich in Lisa Moldehnke; genauer – die Dame verführt den Jungen. Das – zumindest dem Alter nach – ungleiche Liebespaar wird mit der Zeit unvorsichtig. Dr. Moldehnke kommt hinter den neuerlichen Ehebruch seiner Angetrauten – diesmal mit dem „Zuchthäuslersohn“. Johannes gewinnt den Zweikampf.
Das Liebespaar auf der überstürzten Flucht: Johannes lässt sich wiederum von Professor Luther helfen. Lisa Moldehnke verreist und Johannes wechselt nun doch noch auf das Gymnasium in der Provinzialhauptstadt. Der gehörnte Arzt hatte sich bei Johannes’ Schuldirektor beschwert.

## Zitat
- Dietrich Karsten, Johannes’ Großvater, zu seinem Enkel: „Hab' nicht Angst vor den Menschen.“[9]

## Form
In den dreizehn Kapiteln dieser Schwarzweißmalerei geschieht sehr viel. Der Erzähler denkt manchmal beiseite und überschüttet mitunter bei der Gelegenheit den Leser mit Einschiebseln voller Pathos. Der konstruierte Plot ufert stellenweise ins Märchenhafte aus. Sobald es richtig spannend wird, wechselt der Erzähler immer einmal aus der Vergangenheit in die Gegenwart. Wie Ernst Wiechert anno 1929 den Geschlechtsverkehr von Johannes mit der Arztgattin umschreibt – das mag im 21. Jahrhundert auf manchen Leser als unfreiwilliger Humor wirken.

## Textausgaben
- Ernst Wiechert: Die kleine Passion. Geschichte eines Kindes. Deutscher Bücherbund, 1929. 302 Seiten.
- Ernst Wiechert: Die kleine Passion. Roman. Welt im Buch, 1954 (Lizenzgeber: Verlag Kurt Desch, München). 320 Seiten (verwendete Ausgabe).